# 沼田市立利根小学校
沼田市立利根小学校（ぬまたしりつ とねしょうがっこう）は、群馬県沼田市の旧利根郡利根村域にある公立小学校。

## 沿革
- 2016年（平成28年）4月1日 - 利根東・利根西・平川の3小学校を統合し、開校。なお、校舎は、利根西小学校の校舎を使用する。
- 2017年（平成29年）12月26日 - 鉄筋コンクリート造3階建の新校舎が完成[1]。
- 2018年（平成30年）1月9日（第3学期） - 新校舎での授業開始。

## 学区
利根町のうち追貝、平川、千鳥、高戸谷、大楊、老神、大原、園原、穴原、日影南郷、日向南郷、柿平、小松青木、砂川（中倉及び八軒家を除く）、根利（赤城原を除く）

## 周辺
- 国道120号
- 片品川
  - 吹割渓
  - 吹割漠
- 沼田市役所利根支所（旧:利根村役場）
- 沼田警察署追貝駐在所

## アクセス
- 関越交通鎌田線で、「吹割の滝」バス停から、徒歩約50m・約1分。
- JR上越線沼田駅から、上述の路線バスで、「吹割の滝」バス停まで41分～46分、下車後徒歩。
- JR上越新幹線上毛高原駅から、上述の路線バスで、「吹割の滝」バス停まで1時間11分～1時間16分、下車後徒歩。

## 著名な卒業生
- 髙橋光成 - プロ野球選手（投手）。前身校の1つである利根村立利根東小学校出身[3]。